# وزارت مسکن و شهرسازی اسرائیل
وزارت مسکن و شهرسازی اسرائیل (انگلیسی: Ministry of Construction and Housing، عبری: מִשְׂרַד הַבִּנּוּי וְהַשִׁכּוּן‎، ت. «Misrad HaBinui VeHaShikun») یک مجموعه در کابینه اسرائیل است. این وزارتخانه در سال ۱۹۶۱ تأسیس شد. تا سال ۱۹۷۷ و برای دوره‌ای از نوامبر ۲۰۱۴ تا اوت ۲۰۱۵ با نام وزارت ساخت و ساز شناخته می‌شد، و در سال‌های ۱۹۷۷-۲۰۱۴ و از اوت ۲۰۱۵ با نام وزارت ساخت و ساز و مسکن (عبری: מִשְׂרַד הַבִּנּוּי וְהַשִׁכּוּן‎، ت. «Misrad HaBinui VeHaShikun») شناخته می‌شد. ساخت و ساز همچنین قبلاً در طول دولت موقت بین سال‌های ۱۹۴۸ و ۱۹۴۹ بخشی از وزارت کار و ساخت و ساز بود.
این وزارت در چندین نوبت معاون وزیر داشته است.
از سال ۱۹۶۷، وزارت مسکن (آنطور که در آن زمان شناخته می‌شد) در چارچوب روابط اسرائیل با فلسطینیان اهمیت سیاسی پیدا کرد، زیرا این وزارتخانه مسئول پروژه‌های ساختمانی در شهرک‌های بحث‌برانگیز اسرائیلی در کرانه باختری و اورشلیم شرقی است. هویت سیاسی وزیر فعلی مسئول و تصمیمات وزارتخانه در مورد چنین ساخت و سازهایی می‌تواند بر سیاست کلی دولت تأثیر بگذارد.
این وزارتخانه، از طریق سازمان اراضی اسرائیل، مالک قانونی اکثر زمین‌های اسرائیل است.